# Isochromodes infida
Isochromodes infida är en fjärilsart som beskrevs av William Schaus 1911. Isochromodes infida ingår i släktet Isochromodes och familjen mätare. Inga underarter finns listade i Catalogue of Life.